# Caradrina chlorotica
Caradrina chlorotica är en fjärilsart som beskrevs av Charles Boursin 1936. Caradrina chlorotica ingår i släktet Caradrina och familjen nattflyn. Inga underarter finns listade i Catalogue of Life.